# Veniamin Tajanovitsj
Veniamin Igorevitsj Tajanovitsj (Russisch: Вениамин Игоревич Таянович) (Oefa, 6 april 1967) is een Russisch zwemmer.

## Biografie
In 1991 won Tajanovitsj twee Europese titels 
Tajanovitsj won namens het Gezamenlijk team tijdens de Olympische Zomerspelen van 1992 de gouden medaille op de 4×200 meter vrije slag in een wereldrecord.  Op de 4×100 meter vrije slag won Tajanovitsj olympisch zilver

## Internationale toernooien
| Jaar | Olympische Spelen                                                        | WK langebaan                                                                      | EK Langebaan                                               |
| ---- | ------------------------------------------------------------------------ | --------------------------------------------------------------------------------- | ---------------------------------------------------------- |
| 1986 |                                                                          | 24e 200m vrije slag · 4x100m vrije slag · 5e 4x200m vrije slag                    |                                                            |
| 1987 |                                                                          | 7e 200m vrije slag · 4x100m vrije slag                                            |                                                            |
| 1988 |                                                                          |                                                                                   |                                                            |
| 1989 |                                                                          |                                                                                   | 8e 200m vrije slag                                         |
| 1990 |                                                                          |                                                                                   |                                                            |
| 1991 |                                                                          | 5e 200m vrije slag · 4x100m vrije slag · 5e 4x200m vrije slag · 4x100m wisselslag | 5e 100m vrije slag · 4x100m vrije slag · 4x200m vrije slag |
| 1992 | 4x200m vrije slag · 4x100m vrije slag · Tajanovitsj zwom enkel de series |                                                                                   |                                                            |

1908: Derbyshire, Radmilovic, Foster, Taylor ·
1912: Healy, Champion, Boardman, Hardwick ·
1920: McGillivray, Kealoha, Ross, Kahanamoku ·
1924: O'Connor, Glancy, Breyer, Weissmuller ·
1928: Clapp, Laufer, Kojac, Weissmuller ·
1932: Miyazaki, Yusa, Yokoyama, Toyoda ·
1936: Yusa, Sugiura, Taguchi, Arai ·
1948: Ris, McLane, Wolf, Smith ·
1952: Moore, Woolsey, Konno, McLane ·
1956: O'Halloran, Devitt, Rose, Henricks ·
1960: Harrison, Blick, Troy, Farrell ·
1964: Clark, Saari, Ilman, Schollander ·
1968: Nelson, Rerych, Spitz, Schollander ·
1972: Kinsella, Tyler, Genter, Spitz ·
1976: Bruner, Furniss, Naber, Montgomery ·
1980: Kopljakov, Salnikov, Stoekolkin, Krylov ·
1984: Heath, Larson, Float, Hayes ·
1988: Dalbey, Cetlinski, Gjertsen, Biondi ·
1992: Lepikov, Pysjnenko, Tajanovitsj, Sadovy ·
1996: Davis, Hudepohl, Schumacher, Berube ·
2000: Thorpe, Klim, Pearson, Kirby ·
2004: Phelps, Lochte, Vanderkaay, Keller ·
2008: Phelps, Lochte, Berens, Vanderkaay ·
2012: Lochte, Dwyer, Berens, Phelps ·
2016: Dwyer, Haas, Lochte, Phelps ·
2020: Dean, Guy, Richards, Scott ·
2024: Guy, Dean, Richards, Scott